# Andrzej Drażyk
Andrzej Drażyk (ur. 16 września 1945 w Świętochłowicach, zm. 3 marca 2017) – polski piłkarz, grający na pozycji skrzydłowego.

## Kariera
Był wychowankiem Ruchu Chorzów, w którego pierwszym zespole zadebiutował w 1968 roku. W chorzowskim zespole grał w latach 1959-1965 oraz 1967-1969, będąc członkiem drużyny, która sięgnęła po mistrzostwo Polski w piłce nożnej w sezonie 1967/1968. W latach 1965–1967 grał w Rakowie Częstochowa, z którym w sezonie 1966/1967 awansował do finału Pucharu Polski. Poza tym występował w zespołach: AKS Chorzów (1969-1970), Górnik Pszów (1970-1971), Unia Racibórz (1972-1979) oraz LKS Zawada (1979-1981). Po zakończeniu kariery zawodniczej pracował jako trener drużyn młodzieżowych Unii Racibórz.

## Sukcesy

### Klubowe

#### Raków Częstochowa
- Finał Pucharu Polskiː 1966/1967

Ruch Chorzów
- Mistrzostwo Polskiː 1967/1968